# Mohamed Rasheed
Mohamed Rasheed (ur. 4 marca 1968) – malediwski pływak specjalizujący się w stylu dowolnym, olimpijczyk.
Reprezentował Malediwy w pływaniu 50 m stylem dowolnym (zajął 72. miejsce) oraz 100 m stylem dowolnym (zajął 75. miejsce) na Letnich Igrzyskach Olimpijskich 1992, które odbyły się w Barcelonie. We wszystkich konkurencjach odpadł w fazie eliminacji.